# Brahmavihara
Brahmavihāra ist ein buddhistischer Begriff und bedeutet „Die vier himmlischen Verweilzustände“ oder „Die vier Unermesslichen“ (pali: appamaññā, skt.: apramana). Die Brahmavihāras sind Grundlage für Meditationsübungen (brahmavihāra-bhāvanā) im Theravada wie auch im Mahayana. Sie sind Bestandteil der buddhistischen Ethik und bezeichnen vier zu kultivierende Geisteshaltungen anderen Wesen gegenüber. Weitere Übersetzungen des Begriffs sind: „Die vier unermesslichen Geisteshaltungen“, „Die vier grenzenlosen Geisteszustände“, „Die vier Wohnstätten Brahmas“ (Vihara bedeutet so viel wie „Wohnstätte“, „Ort des Verweilens“; Brahma ist eine indische Gottheit).

## Allgemein
„Die vier unermeßlichen Herzensbefreiungen“ lauten:
| #  | deutsch                                        | pali    | sanskrit |
| -- | ---------------------------------------------- | ------- | -------- |
| 1. | Freund/Freundschaft, Liebende Güte (liebevoll) | mettā   | maitrī   |
| 2. | Mitgefühl (erbarmend)                          | karuṇā  | karuṇā   |
| 3. | Mitfreude (freudvoll)                          | muditā  | muditā   |
| 4. | Gleichmut, Gelassenheit (unbewegt)             | upekkhā | upekṣā   |

### Metta/maitri
Metta ist eine Haltung des Wohlwollens, eine freundschaftliche bedingungslose Zuneigung, die nicht in Begierde (Anhaftung) wurzelt und nicht nur wenigen ausgewählten Wesen gilt, sondern vom Interesse am Glück aller motiviert ist. Eine wohlwollende Anerkennung und Wertschätzung der eigenen Person ist die Voraussetzung für diese Form der un-bedingten Liebesfähigkeit. Falls diese nicht vorhanden sein sollte, kann sie erlernt werden. Viele buddhistische Autoren vermeiden es, metta mit 'Liebe' zu übersetzen und bevorzugen stattdessen Begriffe wie „Liebende Güte“, „Freundlichkeit“ oder "Wohlwollen".  Der Begriff 'Liebe' ist zu stark verbunden mit besitzergreifenden und gierverhafteten Formen der leidenschaftlichen Zuneigung und führt leicht zu Missverständnissen. 

### Karuna
Karuna ist Mitgefühl, die Fähigkeit zu tiefer Anteilnahme und Einfühlung in andere Wesen. Früher wurde karuna oft mit „Mitleid“ übersetzt und auch im Englischen wird heute hier noch der Begriff 'compassion' verwendet. Der Begriff 'Mitleid' ist jedoch insofern missverständlich, als karuna zum einen kein aktives Mit-Leiden erfordert und 'Mitleid' zudem immer auch ein Element der Herablassung der Distanzierung vom bemitleideten Objekt beinhaltet. Empathie ist ebenfalls von Mitgefühl abzugrenzen, da es ein Hineinfühlen in andere Wesen bedeutet. Diese Form des Einfühlens kann zu der sogenannten "Mitgefühlsmüdigkeit" führen, die in Wirklichkeit eine "Empathie-Müdigkeit" ist. Bei Empathie fühlen wir, was eine andere Person fühlt. Bei Mitgefühl fühlen wir MIT ihr. Die Trennung von Subjekt und Objekt, die auch im MitLEID zu finden ist widerspricht dem nicht-dualistischen Geist der buddhistischen anatta-Lehre und der Geisteshaltung von upeksha/upekkha - Gleichmut. Gleichmut ermöglicht uns, mitzufühlen ohne uns distanzieren zu müssen oder selbst in Leid zu versinken.

### Mudita
Während bei karuna vor allem die Wahrnehmungsfähigkeit für das Leiden anderer Wesen gefragt ist, geht es bei mudita um die Anteilnahme an der Freude anderer Wesen. mudita ist Mit-Freude, die Gabe, freudvolle (=leidfreie) Momente mit anderen teilen zu können. Sie ist frei von Missgunst und Neid.

### Upekkha/upeksha
Dieser Begriff hat vielfältige Bedeutungsebenen: Gleichmut, Gelassenheit, Loslassen, Nicht-Anhaften, Nicht-Unterscheiden.
In der Bedeutung von Gleichmut bezieht er sich auf eine Form von Gelassenheit in Beziehungen, die als Korrektiv zu den besitzergreifenden und anhaftenden Tendenzen der Zuneigung wirkt. Dieser Gleichmut ist nicht zu verwechseln mit Gleichgültigkeit (Indifferenz).
Auf einer weiteren Bedeutungsebene bezieht sich upeksha auf die Einsicht in die grundsätzliche Gleichwertigkeit der Liebesobjekte und die grundsätzliche Gleichheit zwischen Subjekt und Objekt im Rahmen von metta.

## Zitat
„Vier Unermesslichkeiten: Da strahlt, ihr Brüder, ein Mönch liebevollen Gemütes weilend nach einer Richtung, dann nach einer zweiten, dann nach der dritten, dann nach der vierten, ebenso nach oben und nach unten: überall in allem sich wiedererkennend durchstrahlt er die ganze Welt mit liebevollem Gemüte, mit weitem, tiefem, unbeschränktem, von Grimm und Groll geklärtem. Erbarmenden Gemütes, freudevollen Gemütes, unbewegten Gemütes weilend strahlt er nach einer Richtung, dann nach einer zweiten, dann nach der dritten, dann nach der vierten, ebenso nach oben und nach unten: überall in allem sich wiedererkennend durchstrahlt er die ganze Welt mit erbarmendem Gemüte, mit freudevollem Gemüte, mit unbewegtem Gemüte, mit weitem, tiefem, unbeschränktem, von Grimm und Groll geklärtem.“